# Chlorochaeta equatorialis
Chlorochaeta equatorialis là một loài bướm đêm trong họ Geometridae.